# 2002 у літературі

## Твори

### Детективні романи
- Джеймс Паттерсон «Другий шанс»

### Дитяча література
- Мензатюк З.  «Наші церкви: історія, дива, легенди»
- Цвєк Д.  «Малятам і батькам»

### Доісторична фантастика
- Під захистом каменю — п'ятий роман Джін М. Ауел з серії «Діти Землі».

## Видання
- Український переклад Віктором Морозовим та видавництвом "А-БА-БА-ГА-ЛА-МА-ГА" першої книги про Гаррі Поттера "Гаррі Поттер і філософський камінь"
- Видавництво україномовного перекладу Віктора Морозова та "А-БА-БА-ГА-ЛА-МА-ГА" другої книги з гепталогії про Гаррі Поттера "Гаррі Поттер і Таємна кімната"
- Видавництво  "А-БА-БА-ГА-ЛА-МА-ГА" опублікувало україномовний переклад Віктора Морозова третього роману з семикнижжя про Гаррі Поттера "Гаррі Поттер і в'язень Азкабану".

## Померли
- 11 березня — Мустафа Карахасан, македонський письменник-оповідач, романіст, есеїст (народився в 1920).